# Стадіон Чідамбарам
Чідамбарам або Чепаук (англ. The M. A. Chidambaram Stadium) — стадіон для крикету в Ченнаї (колишній Мадрас), Індія.
Стадіон був заснований в 1916 році і є найстарішим постійно діючим стадіоном для крикету в країні. Був названий в честь М. А. Чидамбарама, колишнього президента ради контролю за крикетом Індії, раніше стадіон був відомий як мадраський клуб із крикету. Це домашній майданчик команди Таміл Наду, а також найбільш успішної команди індійської прем'єр ліги Ченай Супер Кінгс.
10 лютого 1934 року на стадіоні Чепаук був зіграний перший Тестовий матч, а перший матч чемпіонату «Ранжи Трофи» був зіграний в 1936 році, і в 1952 році, вперше, індійська команда із крикету отримала перемогу над Англією. В 1986 році на стадіоні Чепаук був зіграний матч між Індією та Австралією, який був другим по «Тайд Тест» крикету в історії гри.
Вболівальники Чепаука визнанні найвідданішими вболівальниками в своїй країні. Фанати стоячи аплодували Саїду Анвару, який набрав максимальні 194 очка в «ODI» матчі проти Індії. Вболівальники також оцінили перемогу Пакистану в Тестовому матчі в 1999 році, після чого пакистанська команда зробила коло пошани, на знак вдячності спортивній поведінці глядачів.

## Розташування
Стадіон знаходиться в Чепауці, уздовж Бенгальської затоки в декількох сотнях метрів від пляжу Марина. Майданчик простирається з Валажах Роуд на півночі, Бабу Жакжіванрам Роуд на заході до Пікрофтс Роуд на півдні. Зі східним кордоном стадіону межує залізничний вокзал Чепаука, який розташовується на відрізку Ченайскої транспортної системи Ченай Біч — Тірумаілай. Прилягаючи до північної частини стадіону тече річка Коум.

## Видатні події
- 4 листопада 1934 відбувся перший матч чемпіонату «Ранжи Трофі» між командами «Мадрас» і «Місоре». Гравець команди «Мадрас» М. Ж. Гопалан зробив першу подачу Н. Куртісу.[2]
- У 1952 році, під час 24 гри, була зафіксована перша перемога Індії в Тестовому матчі проти Англії.
- Другий в історії крикету «Тайд Тест» матч був зіграний між Індією та Австралією в 1986 році
- У 1983 році Суніл Гаваскар заробив свою тридцяту сотню, граючи в Тестових матчах, таким чином, він побив рекорд Дона Брадмана за кількістю зароблених сотень.
- 8 воріт Нарендра Хірвані для 61 забігу в матчі проти Вест-Індії в січні 1988 року, стали найкращими боулінговими фігурами зробленими індійцями в дебютному Тестовому матчі, і третіми в цілому. Станом на грудень 2014 року, Хірвані єдиний індійський гравець в крикет, що розбив 10 або більше воріт в дебютному Тестовому матчі. Фігури Хірвані з 16 воріт для 136 забігів, є рекордом всіх дебютний матчів в крикет.
- Пакистанець Саїд Анвар, в «ODI» матчі проти Індії 1997 року, заробив 194 очки, найбільшу кількість очок на той час.
- 15 жовтня 2004 року, Шейн Варн перевершив Мутіаха Муралітхарана, чий рекорд становив 532 воріт, і став гравцем в крикет, що розбив найбільшу кількість воріт за весь час.
- Вірендер Сехваг заробив 319 очок у матчі проти Південної Африки в серії домашніх ігор в квітні 2008 року, під час першого Тестового матчу, з попаданням 300 з 278 куль, таким чином, ця потрійна сотня, є найшвидшою в історії крикету. Сехваг став тільки третім відбиваючим після Дональда Брадмена і Браяна Лара, який заробив 2 потрійні сотні в Тестових матчах. Він зробив 257 пробіжки на третій день матчу, це найкращий результат за кількістю пробіжок за один день з 1954 року, тоді Денніс Комптон зробив 273 пробіжки на другий день Тестового чемпіонату Ноттінгем проти Пакистану.
- Сачін Тендулкар зробив більше пробіжок на стадіоні Чепаук, ніж на будь-якому іншому стадіоні Індії з результатом в 876 пробіжок за дев'ять Тестових матчів, із середнім результатом в 87.60.
- 22 березня 2001 року під час матчу «Бордер Гаваскар Трофі», Індія, розбивши 2 воріт, завдала поразки Австралії. Подальша перемога Індії в Калькутті обірвала переможну серію Австралії, яка складалася з 16 Тестових матчів.
- Четверта серія індійських подач (387/4) у першому Тестовому матчі проти Англії, який відбувся в грудні 2008 року, стала найуспішнішою серією подач серед Тестових матчів в Індії.

## Досягнення
- Англія, в матчі з Індією в 1985 році, зафіксувала найкращий результат за очками (652-7д) на майданчику. Індія встановила рекорд за найменшою кількістю очок на майданчику (83), в результаті обмежень Англії. Суніл Гаваскар (1018 пробіжок), встановив рекорд по пробіжкач на стадіоні Чидамбарам в Тестових матчах, за ним розташувалися Сачін Тендулкар і Гундаппа Вішвататх з кількістю пробіжок відповідно 876 і 785. Аніл Кумбле розбив найбільшу кількість воріт (48) в тестових матчах, за ним ідуть Капіл Дев і Харбхажан Сінгх відповідно 40 і 39 воріт.[3]
- Найкращий результат за очками був досягнутий Пакистаном в 1997 році, коли Пакистан заробив 327-5, Індія відповіла з результатом в 292 очки, що є третім результатом на стадіоні Чидамбарам. Другий за очками результат був встановлений Індією 22 жовтня 2015 в матчі проти Південної Африки, який вона успішно відстояла. Результат в 289-4, є четвертим і був він встановлений Австралією в матчі проти Нової Зеландії. Ювраж Сінгх зробив найбільшу кількість пробіжок серед «ODI» матчів, а саме 255. Мохаммед Рафік збив найбільшу кількість воріт (14), наступним йде Ажіт Агаркар, найкращий індійський гравець за кількістю збитих воріт.

## Реставрація та модернізація
У червні 2009 року, вартість реконструкційних робіт склала 175 000 000 рупій (26 млн доларів США). План включав споруду трьох нових залізобетонних трибун, позначених як I, J і K, місткістю 10 000 глядачів, а також 24 конференц-зали під напівпрозорими дахами, які являють собою мембрану з фторопластового волокна. Лондонська компанія архітекторів «Хопкінс» і Ченайская компанія архітекторів «Натараж & Венкат» уклали контракт з Асоціацією по крикету Таміл Наду. Реставрація була завершена в 2011 році і старий покрівельний матеріал разом з колонами, які в старому стадіоні загороджували панораму, замінені на легку, чотирикутну, конусну покрівлю, яка з'єднується тросами.
На даний час, стадіон може вмістити 38 000 глядачів, число яких буде збільшено до 42000. Трибуни стоять під кутом в 36 градусів, що дозволяє морському бризу повністю продувати майданчик.
31 березня 2015 колегія Верховного суду, що складалася з суддів Ранжана Годої і Р. В. Рамана, встановила, що проведена реконструкція порушує правила громадської безпеки. Суд постановив, що небезпечні місця відреставрованого стадіону повинні бути знесені. Поки не закінчиться знесення, і не будуть видані відповідні дозволи, суд постановив залишити трибуни I, J, K опечатаними. Матчі з крикету можуть проходити тільки в тому випадку, якщо на трибунах I, J і K немає глядачів.